# Kraftwerk Vado Ligure
Das Kraftwerk Vado Ligure (italienisch Centrale termoelettrica Vado Ligure) ist ein GuD-Kraftwerk in der Stadt Vado Ligure, Provinz Savona, Region Ligurien, Italien, das am Ligurischen Meer liegt.
Das Kraftwerk ist im Besitz von Tirreno Power und wird auch von Tirreno Power betrieben. Tirreno Power gibt für die installierte Leistung des Kraftwerks 800 MW an. Weitere Angaben zur installierten Leistung des Kraftwerks sind: 780 795 oder 800 MW.

## Kraftwerksblöcke
Das Kraftwerk besteht mit Stand August 2023 aus einem Block, der in Betrieb ist. Die folgende Tabelle gibt einen Überblick:
| Block   | GT/DT | Max. Leistung (MW) | Betriebsbeginn | Turbine | Generator | Dampfkessel | Status                     |
| ------- | ----- | ------------------ | -------------- | ------- | --------- | ----------- | -------------------------- |
| 1 (alt) |       | 330                | 1970           |         |           |             | Stillgelegt und abgerissen |
| 2 (alt) |       | 330                | 1970           |         |           |             | Stillgelegt und abgerissen |
| 3 (alt) |       | 330                | 1971           |         |           |             | Stillgelegt                |
| 4 (alt) |       | 330                | 1971           |         |           |             | Stillgelegt                |
| 1 (neu) | GT    | 264                | 2007           | Ansaldo | Ansaldo   |             |                            |
| 1 (neu) | GT    | 264                | 2007           | Ansaldo | Ansaldo   |             |                            |
| 1 (neu) | DT    | 267                | 2007           | Ansaldo | Ansaldo   |             |                            |

### Blöcke 1 bis 4 (alt)
Die Blöcke 1 bis 4 wurden in den 1960er Jahren errichtet; sie wurden ursprünglich mit Öl befeuert. Die Blöcke 1 und 2 gingen 1970 in Betrieb und die Blöcke 3 und 4 im Jahr darauf. In den späten 1970er Jahren wurden alle vier Blöcke für die zusätzliche Befeuerung mit Kohle umgerüstet. Die Leistung der Blöcke 1 bis 4 wird mit jeweils 320 (bzw. 330) MW angegeben.
Die Blöcke 1 und 2 wurden bis 2005 abgerissen, um stattdessen ein GuD-Kraftwerk errichten zu können. Der 200 m hohe Schornstein der beiden Blöcke 1 und 2 wurde von 2017 bis 2018 abgerissen.
Die Blöcke 3 und 4 wurden im März 2014 wegen angeblicher Gesundheitsschädigung der Bevölkerung beschlagnahmt. Im Juni 2016 gab der Vorstand von Tirreno Power bekannt, dass sie endgültig stillgelegt werden. Mit ihrem Abriss wurde 2022 begonnen.

### Block 1 (neu)
Der neue Block 1 wurde an Stelle der alten Blöcke 1 und 2 von 2005 bis 2007 errichtet; er ging am 9. Juli 2007 in Betrieb. Der Block besteht aus zwei Gasturbinen sowie einer nachgeschalteten Dampfturbine. An die Gasturbinen ist jeweils ein Abhitzedampferzeuger angeschlossen; die Abhitzedampferzeuger versorgen dann die Dampfturbine. Die beiden Gasturbinen vom Typ V94.3A2 wurden von Ansaldo geliefert.